# Outsourced
Outsourced (no Brasil, Aprontando na Índia/Terceirizando na Índia; em Portugal, Outsourced) é uma série de televisão norte-americana criada por Ken Kwapis. Foi exibida pela rede de televisão National Broadcasting Company (NBC) entre 23 de setembro de 2010 a 12 de maio de 2011. O seriado é baseado no filme de mesmo nome de John Jeffcoat, e adaptado por Kwapis e pela Universal Media Studios para a NBC. Outsourced é localizado em um call center na cidade de Mumbai, Índia.
No Brasil foi transmitida pela RecordTV aos finais de noites de sábado, em Portugal foi transmitida pelo canal de televisão assinatura TV Séries.
O show é produzido em uma configuração de câmara única e filmado no Studio City, Los Angeles, Califórnia. A série foi admitida pela NBC a 7 de Maio de 2010, e a 18 de Outubro do mesmo ano, recebeu luz verde para uma primeira temporada composta por vinte e dois episódios. Após a emissão desta primeira temporada, a rede decidiu não renová-la para uma segunda temporada. O seu elenco principal é composto por oito actores: Ben Rappaport, Rizwan Manji, Sacha Dhawan, Rebecca Hazlewood, Parvesh Cheena, Anisha Nagarajan, Diedrich Bader, e Pippa Black.
A crítica para Outsourced foi maioritariamente mista.

## Produção

### Concepção
Em Outubro de 2007, a National Broadcasting Company propôs a Ken Kwapis um projecto televisivo, intitulado "Outsourced", sobre uma série baseada no filme de mesmo nome (2006). George Wing e John Jeffcoat, os guionistas do filme, estavam cotados para redigirem e produzirem executivamente a versão para a televisão, ao lado de Tom Gorai, da ShadowCatcher Entertainment, e David Skinner. Alexandra Beattie era a co-produtora executiva. Após Kwapis desenvolver o projecto com a sua companhia, In Cahoots, em Janeiro de 2010, o projecto foi apresentado por Kwapis à NBC para uma possível aprovação, o que aconteceu, como foi encomendado o episódio piloto. De acordo com Kwapis, Outsourced é "uma comédia de câmara única de comédia de escritório [que] centra em um recentemente despromovido gerente de uma companhia de venda de adornos que é enviado para a Índia para gerenciar um grupo de depravados de atendimento ao cliente." A 7 de Maio do mesmo ano, a NBC anunciou que iria incluir Outsourced na sua programação para a temporada televisiva de 2010 a 2011, com Kwapis como o director e produtor. Nove dias depois, a rede publicou um comunicado de imprensa que anunciava que o show iria iniciar em Setembro de 2010 e iria ser emitido às quintas-feiras no horário das vinte e uma horas e trinta minutos. A 16 de Maio, a NBC publicou no seu sítio oficial um trailer promocional para o seriado. A 15 de Julho, a emissora revelou que Outsourced iria estrear no dia de 23 de Setembro de 2010 às vinte e uma horas e trinta minutos. A 18 de Outubro, a NBC publica um comunicado de imprensa que informa que o show tinha sido renovado para uma temporada completa de vinte e dois episódios.
| “ | Nós estamos contentes com a qualidade de The Event, Law & Order: Los Angeles e Outsourced, e sentimos que elas são uma parte importante de ajudar a ré-construir a nossa programação e as condutas do nosso estúdio. Nós acreditamos nestas novas sérires e nos auspícios critaivos por detrás delas. | ” |
|   | — Angela Bromstad, Presidente da Divisão de Entretenimento da NBC, a anunciar a renovação de Outsourced. |   |

### Equipa
Em Junho de 2010, foi anunciado que Michael Pennie seria o produtor executivo, bem como Victor Nelli, Jr..

## Elenco e personagens
|                                       |  |  |
| Ben Rappaport e Sacha Dhawan em 2010. |  |  |

O elenco principal de Outsourced é composto por oito actores:
- Ben Rappaport como Todd Dempsy, um americano solitário de Kansas City que é transferido para a Índia a fim de gerenciar o call center da Mid America Novelties.[17]
- Rizwan Manji como Rajiv Gidwani, assistente de gerente de Todd na Mid America Novelties, durão e sem remorso, e que aspira ao cargo de Todd.[18]
- Sacha Dhawan como Manmeet Geet Pehapilonjee, um funcionário do call center da Mid America Novelties, que sonha com a América e as mulheres americanas e rapidamente se torna amigo de seu chefe, Todd.[19]
- Rebecca Hazlewood como Asha Manjula Kakhulla, uma funcionária do call center da Mid America Novelties, que frequentemente é a voz da razão no escritório e pretende seguir a carreira de um casamento arranjado, apesar de apresentar interesse por Todd.[20]
- Parvesh Cheena como Gupta Trahmonde Mikialu, um funcionário muito falante do call center da Mid America Novelties, que sempre anseia por ser o centro das atenções.[21]
- Anisha Nagarajan como Madhuri Akhta Alikha, uma funcionária do call center da Mid America Novelties, que sofre de timidez extrema, e cuja renda sozinha sustenta a família inteira.[22]
- Diedrich Bader como Charlie Geoffrey Davies, gerente americano do call center de uma empresa de apetrechos para a caça, a All-American Hunter, que esconde em seu exterior rude um coração de ouro.[23]
- Pippa Black como Tonya, uma bela gerente australiana, do call center da companhia aérea Koala Airlines, que está tranqüila com um senso de aventura.[24]

### Escolha
Ben Rappaport foi o primeiro a ser escolhido para um papel. Ele iria interpretar o personagem principal, Todd Dempsy. Diedrich Bader e Jessica Gower foram os segundos a ser escolhidos como membros do elenco da série. Gower foi seleccionada para interpretar Tonya, uma loira atlética e escultural australiana que gere um call center, enquanto Bader foi seleccionado para interpretar Charlie Davis, um grande e doce americano que também gere um call center e que recusa-se a assimilar a cultura indiana. Rizwan Manji e Rajiiv Gidwani também foram escolhidos para aparecerem na série.

## Enredo
A série centra-se na companhia de vendas por catálogo Mid America Novelties que vende almofadas com inscrições engraçadas, dedos de espuma e carteiras fabricadas com bacon. Todd Dempsy (Ben Rappaport) é o novo gerente da companhia, que descobre que está a ser transferido para a Índia para cumprir os seus serviços de gerência.
Oprimido, Todd descobre que a sua nova equipa precisa de um curso intensivo sobre todas as coisas americanas se quiserem entender a linha de produtos dos EUA e ampliar o número de vendas. Mas, tão estranho quanto a América parece para a sua equipa de vendas eclética, Todd cedo apercebe-se de que descobrir a Índia será algo mais que um trabalho a tempo inteiro.

## Repercussão

### Análises da crítica
O trailer publicado em Maio de 2010 foi recebido com opiniões mistas. Brendan Bettinger, para o blogue Collider, preocupou-se se a série não seria um pouco racista. Eric Goldman, para o portal IGN, reagiu bem e achou que Diedrich Bader se saiu bem como o rival do herói.

## Promoção e publicidade
A 14 de Maio de 2010, o sítio The Futon Critic publicou imagens por detrás das câmaras de Outsourced.

## Referência